# Бейсембаев, Ахмет
Ахмет Бейсембаев (1890 год, аул Сюткент, Туркестанский край, Российская империя — 1976 год) — колхозник, чабан, Герой Социалистического Труда (1948).

## Биография
Родился в 1890 году в ауле Сюткент, Туркестанский край (сегодня — Шардаринский район Южно-Казахстанской области, Казахстан). С раннего детства работал пастухом. В 1929 году вступил в колхоз «Сюткент». С 1937 года работал старшим чабаном в колхозе «Дарбаза». Участвовал в Великой Отечественной войне. После демобилизации работал старшим чабаном в каракулеводческом колхозе «Сыр-Дарьинский» Сары-Агачского района Южно-Казахстанской области. В 1960 году вышел на пенсию.
В 1947 году получил по 108 ягнят от каждой сотни овцематок. За получение высокой продуктивности животноводства в 1947 году при выполнении колхозом обязательных поставок сельскохозяйственных продуктов и плана развития животноводства удостоен звания Героя Социалистического Труда указом Президиума Верховного Совета СССР от 23 июля 1948 года с вручением ордена Ленина и золотой медали «Серп и Молот».
Избирался депутатом областного совета народных депутатов.
Награды
- Герой Социалистического Труда
- Орден Ленина (1948).